# Krayem Awad
Krayem Maria Awad es un escultor, pintor y poeta austriaco, residente en Viena y nacido en Siria el año 1948.

## Datos biográficos
Nació en la localidad siria de Basir; posteriormente de trasladó a Austria, donde estudió desde 1968 ingeniería de telecomunicaciones en la Universidad Tecnológica de Viena, y también inscrito en la Escuela de Económicas.
Fue alumno de la Academia de Bellas Artes de Viena.
En las décadas de 1970 y 1980, obtuvo reconocimiento internacional por sus numerosas acuarelas.
Es miembro del Club Internacional de artistas visuales "Art/Diagonal" .